# Epidendrum caroli
Epidendrum caroli är en orkidéart som beskrevs av Rudolf Schlechter. Epidendrum caroli ingår i släktet Epidendrum och familjen orkidéer. Inga underarter finns listade i Catalogue of Life.